# Iulian Teodosiu
Iulian Teodosiu (ur. 30 września 1994 w Slobozii) – rumuński szablista, trzykrotny medalista mistrzostw świata.
Podczas mistrzostw świata w Budapeszcie w 2013 roku Rumuni w składzie: Alin Badea, Tiberiu Dolniceanu, Ciprian Gălățanu i Iulian Teodosiu zdobyli drużynowo srebrny medal. W tej samej konkurencji zdobył również brąz na mistrzostwach świata w Rio de Janeiro w 2016 roku. Wywalczył także brązowy medal w turnieju indywidualnym na mistrzostwach świata w Kairze w 2022 roku. Wyprzedzili go jedynie Węgier Áron Szilágyi i Francuz Maxime Pianfetti.
Wystartował na igrzyskach olimpijskich w Tokio w 2020 roku, gdzie w turnieju indywidualnym był szesnasty.
Na rozgrywanych w 2015 roku igrzyskach europejskich w Baku zdobył drużynowo srebrny medal.
Ponadto zdobył drużynowo brązowy medal na mistrzostwach Europy w Toruniu (2016).